# روبرتو بريتو
روبرتو بريتو (بالإسبانية: Roberto Brito) هو دراج مكسيكي، ولد في 7 أغسطس 1947 في مدينة مكسيكو في المكسيك.

## وصلات خارجية
- روبرتو بريتو على موقع أرشيف الدراجات (الإنجليزية)
- روبرتو بريتو على موقع اللجنة الأولمبية الدولية (الإنجليزية)
- روبرتو بريتو على موقع أوليمبيديا (الإنجليزية)